# صعود مستقیم
صعود مستقیم روشی برای فرود مستقیم فضاپیما روی ماه یا سیاره‌ی دیگر بدون سرهم کردن اولیه وسیله نقلیه در مدار زمین یا حمل وسیله‌ی فرود جداگانه به مدار جرم هدف است. این راهکار به عنوان اولین روش فرود سرنشین‌دار روی ماه در برنامه آپولو ایالات متحده پیشنهاد شد، اما از آنجایی که نیاز به توسعه پرتابگری بسیار بزرگ داشت، مورد پذیرش قرار نگرفت.